# Weiher (Hirschau)
Weiher ist ein Gemeindeteil der Stadt Hirschau im Landkreis Amberg-Sulzbach in der Oberpfalz in Bayern, zuvor war Weiher eigenständige Gemeinde.

## Herkunft des Namens
Der Ortsname Weiher bezieht sich auf die Bezeichnung Weiher für ein kleines Stillgewässer. Bereits 1339 wurde Weiher als „Weyaern“ und 1364 als „Weyer“ erwähnt. 1424 war die Rede von einem Hof „zu den Wyhern“. 1450 ist die Schreibweise „Weyer“, 1569 „Weiern“, 1668 „Weyhern“ und 1792 „Weyhr“ belegt.

## Geographie
Das Kirchdorf Weiher liegt im südlichen Stadtgebiet von Hirschau. Nach dem Melderegister der Stadt Hirschau haben die in der Gemarkung liegenden Ortsteile 147 Einwohner, davon der ehemalige Gemeindehauptort Weiher 121 und Kricklhof 26.
Umgeben ist Weiher von Hirschau und Schnaittenbach im Norden sowie Kemnath am Buchberg im Osten. Im Süden liegt Freudenberg und im Westen Steiningloh.
Im Gegensatz zur heutigen Gemarkung innerhalb der Stadt Hirschau reichte die ehemalige Gemeinde Weiher im östlichen Bereich wesentlich weiter nach Norden (ursprünglich eine Exklave, später mit direkter Verbindung) und umfasste auch die Sargmühle und den vorübergehend (ca. 1950) zur nordöstlich gelegenen Nachbarstadt Schnaittenbach gehörenden Scharhof, heute Gemarkung Hirschau. Die Gemeindeteile Haidhof und Haidmühle wurden bei der Auflösung der Gemeinde Weiher am 1. April 1972 der Stadt Schnaittenbach zugeschlagen. Nach diesem Zuschnitt hatte die Gemeinde eine Fläche von 931,95 Hektar, während die aktuelle Gemarkungsfläche nur noch 891,23 Hektar beträgt.

## Geschichte
Durch das erste bayerische Gemeindeedikt wurde Weiher im Jahre 1808 zum Steuerdistrikt und dem Landgericht Amberg und damit dem Naabkreis zugeordnet. Nach der Auflösung des Naabkreises zugunsten des Mainkreises und des Regenkreises wurde Weiher im Jahr 1810 zusammen mit dem Landgericht Amberg dem Regenkreis zugeordnet (ab 1838 Oberpfalz und Regensburg).
Durch das zweite bayerische Gemeindeedikt wurde Weiher im Jahre 1818 eine eigenständige politische Gemeinde.
Die ursprüngliche Steuergemeinde Scharhof bestand lediglich aus vier einzelnen Höfen. Das waren – neben dem Scharhof selbst – die Haidmühle, der Haidhof (damals Hirschhütte) und die Sargmühle (damals Sachmühle). Das Gemeindekonstrukt war schon damals nicht existenzfähig, weswegen die Verantwortlichen einen Antrag stellten, nach Schnaittenbach eingemeindet zu werden, welcher aber abgelehnt wurde. Ebenso abgelehnt wurde der Antrag auf Eingliederung nach Hirschau. Die Gemeinde Weiher, zuvor lediglich bestehend aus den Orten Weiher und Kricklhof, nahm die Scharhöfer auf. Dies sollte sich als glückliche Entscheidung erweisen, denn im Jahr 1894/1895 entstand am Scharhof ein Kaolinwerk der Gebrüder Dorfner. Die durch das Kaolinwerk entstehenden Steuereinnahmen weckten Begehrlichkeiten, die in Streit und schließlich einen Prozess mündeten. Dr. Martin Winkler, erster Landrat des Landkreises Amberg nach dem Zweiten Weltkrieg und gebürtiger Schnaittenbacher, ließ die Gemeinde Weiher durch eine Regierungsverfügung vom 13. Januar 1946 rückwirkend zum 1. Januar 1946 auflösen. Weiher, Kricklhof und Sargmühle gingen an Hirschau. Haidhof, Haidmühle und der Scharhof gingen an Schnaittenbach. Im Februar 1948 wurde diese Entscheidung bereits teilweise revidiert: Die Gemeinde Weiher wurde wiederhergestellt, die Gemeindeteile Haidhof, Haidmühle und Scharhof blieben aber vorerst bei Schnaittenbach. Die zunächst Hirschau zugeschlagene Sargmühle wurde nach Schnaittenbach umgemeindet. Erst 1955 erhob der damalige Weiherer Bürgermeister Georg Reindl stellvertretend für die Gemeinde Weiher Klage, worauf der VII. Senat des Bundesverwaltungsgerichts mit Spruch vom 18. Dezember 1958 feststellte, dass die verfügte Auflösung und Zerstückelung der Gemeinde Weiher rechtswidrig war und die Gemeinde Weiher wieder in den alten Grenzen existiert.
Seit dem 1. Januar 1964 gehört Weiher zum Standesamt-Bezirk Hirschau.
Im Rahmen der Gemeindegebietsreform in Bayern stimmte der Gemeinderat in der maßgebenden letzten Sitzung (23. Februar 1972) mit 7 Fürstimmen und 2 Gegenstimmen für eine Eingemeindung nach Hirschau. Neben Bürgermeister Georg Kraus (Am Mühlbach) gehörten dem Gremium damals an: August Stauber, Martin Birner (beide Dorf Weiher), Hans Gres, Franz Daller, Hermann Flierl, Hans Schertl (alle Am Mühlbach), Alfons Heindl (Haidhof) und Hermann Heindl (Scharhof). Letzterer war Gemeindeschreiber und fungierte bei der Sitzung als Schriftführer. Letztlich kamen die Gemeindeteile Weiher, Kricklhof, Sargmühle und Scharhof nach Hirschau, die Gemeindeteile Haidhof und Haidmühle nach Schnaittenbach.

## Religionen
Seit 1773 gehörte Weiher zur Pfarrei Pursruck. Durch eine Volksabstimmung im Jahr 1980 kehrte Weiher wieder zur Pfarrei Hirschau zurück.

## Kultur und Sehenswürdigkeiten

### Bauwerke
Siehe auch: Liste der Baudenkmäler in Hirschau#Weiher

#### Katholische Filialkirche Mariae Opferung
Die unter Denkmalschutz stehende Kirche stammt vermutlich aus dem Mittelalter. Bereits 1508 wurde sie im Visitationsprotokoll des Bistums Regensburg erwähnt. im 17. Jahrhundert wurde der Bau umgestaltet. Im Jahr 1776 musste der Turm repariert werden, 1777 wurde die Kirche umgebaut. Die Sakristei wurde 1866 angebaut. 1881/1882 erfolgte ein Umbau des Kirchturms. 1907 wurde die Kirche umfassend renoviert, um diese Zeit wurde auch die Uhr eingebaut. 1937 wurde die Kirche abermals renoviert. 1993 begann die Komplettrenovierung der Kirche, wobei der Außenputz abgeschlagen und die Fundamente freigelegt wurden. Im Frühjahr 1994 wurde mit der Innenrenovierung begonnen. Nach insgesamt zweijähriger Renovierungszeit wurde die Dorfkirche am 9. Juli 1995 durch Domkapitular Georg Strupf geweiht.

### Regelmäßige Veranstaltungen
Am ersten Juli-Wochenende findet in Weiher die Kirchweih statt. Die Weiherer Kirwa zählt zum Kulturerbe Kirwa im Amberg-Sulzbacher Land.

### Vereine
- Freiwillige Feuerwehr Weiher (gegründet am 17. Februar 1907)[12]

## Wirtschaft, Bildung und Infrastruktur

### Bildung
Bis zum Ende des Zweiten Weltkriegs gingen die Schüler aus Weiher zur Schule in Pursruck. Wegen der schlechten Wegverhältnisse entschloss man sich, 1945 eine einklassige Schule im Gasthaus Scharl einzurichten. Lehrer war Rudolf Schindler. Wegen sinkender Schülerzahlen wurde die Schule in Weiher 1958 aufgehoben. Seit diesem Zeitpunkt besuchen die Schulkinder aus Weiher die Schule in Hirschau.

### Verkehr
Weiher erreicht man von Hirschau nach fünf Kilometern oder von Lintach nach acht Kilometern über die Kreisstraße AS 18. Von Freudenberg aus erreicht man Weiher über die Kreisstraße AS 29 nach etwa sechs Kilometern.
An den öffentlichen Nahverkehr ist Weiher mit der Buslinie 59 von RBO über Lintach nach Amberg (VGN-Linie 459) angebunden.
Der nächstgelegene Bahnhof befindet sich in Amberg (15 km).